# Myrcia popayanensis
Myrcia popayanensis är en myrtenväxtart som beskrevs av Georg Hans Emmo Emo Wolfgang Hieronymus. Myrcia popayanensis ingår i släktet Myrcia och familjen myrtenväxter.
Artens utbredningsområde är Colombia. Inga underarter finns listade i Catalogue of Life.